# Roman Dabert
Roman Dabert (ur. 11 lutego 1900 w Poznaniu, zm. 18 stycznia 1967 w Poznaniu) – polski piłkarz, grający na pozycji napastnika lub lewoskrzydłowego.
Wychowanek Unii Poznań, od 1918 grał w Warcie Poznań. Sezon 1927 spędził w TKS Toruń. Słynął z szybkości i nieustępliwości w grze.
Uczestnik Kampania wrześniowa, a następnie jako żołnierz II Korpusu walczył pod Tobrukiem i Monte Cassino. Po wojnie był sędzią piłkarskim.